# 蘇伊士以東

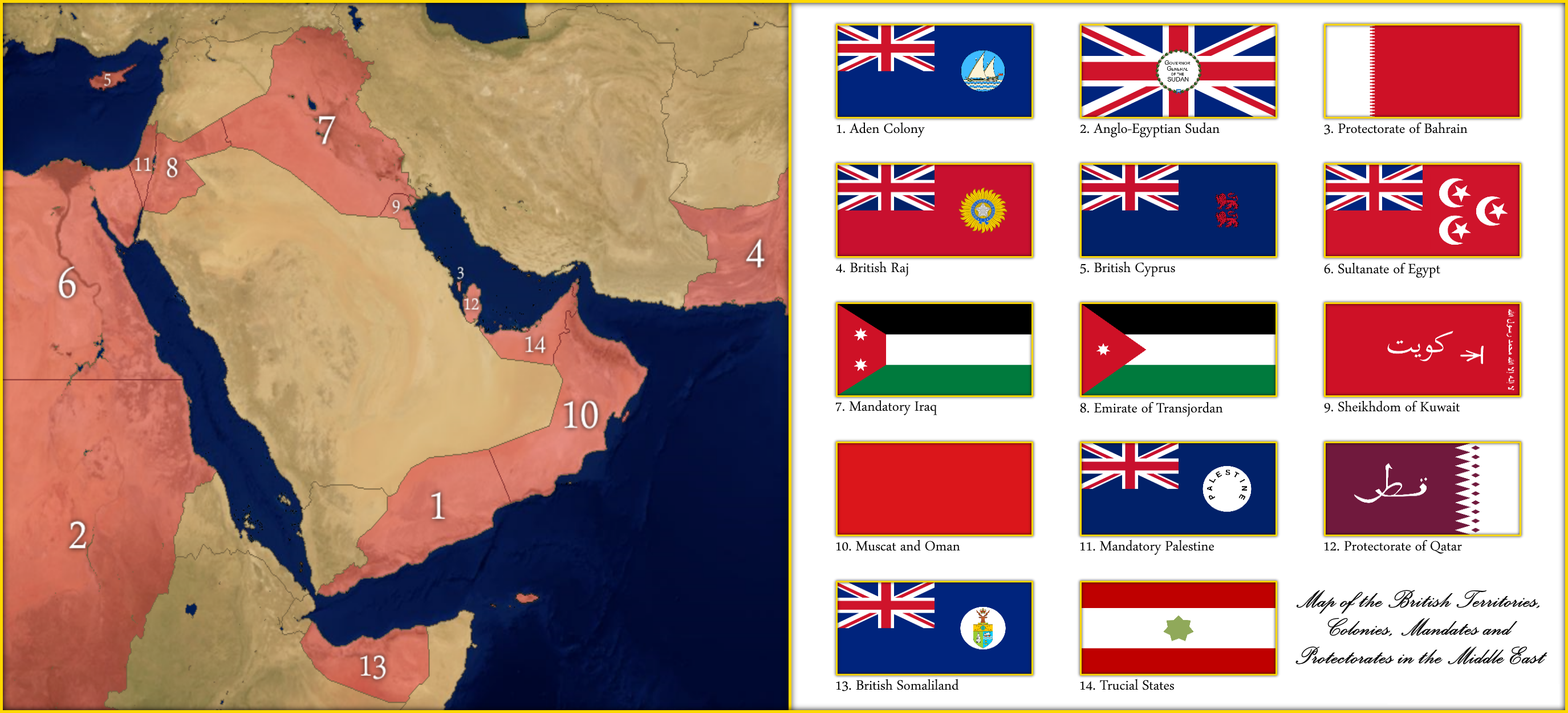
蘇伊士以東的具體範圍

蘇伊士以東（英語：East of Suez）是19世紀聯合王國的政治與軍事術語，指的是「蘇伊士的東方區域」。蘇伊士以東一詞最早起源於1890年，在不列顛屬印度作家魯德亞德·吉卜林的著作《曼德勒》中提及，後又在1907年被美利堅合眾國作曲家Oley Speaks改編成歌曲，名為《曼德勒之路》，這首曲也是Oley Speaks的成名曲之一。

## 歷史

### 19世紀
1869年，隨著蘇伊士運河的開通，歐洲國家無需繞行好望角的長途航程，就能抵達遠東貿易，開闢了新的貿易路線。1882年，聯合王國入侵並佔領埃及赫迪夫國，控制了埃及領土，並與法蘭西第三共和國共同管理蘇伊士運河。
隨著埃及被聯合王國殖民，運河和運河以東的帝國哨所與軍事基地對不列顛殖民帝國具有真正的戰略價值，其軍事基礎設施利用蘇伊士運河往來地中海與紅海運往帝國在亞洲的領土，使帝國在亞洲的統治得以長期維持。

### 20世紀
1918年，第一次世界大戰結束，鄂圖曼崇高國與協約國簽訂《色佛爾條約》，鄂圖曼崇高國被肢解，聯合王國依據國際聯盟的託管協定，展開了對中東託管地的佔領。
1942年，大日本帝國佔領新加坡，並在南海擊沉了威爾斯親王號戰艦（HMS Prince of Wales）和反擊號戰鬥巡洋艦（HMS Repulse），蘇伊士以東的存在因此大幅削減，也為日後亞洲去殖民化埋下了深遠的影響。
1947年，印度分裂，不列顛殖民帝國統治下的不列顛屬印度解體，分為了印度聯邦與巴基斯坦聯邦，蘇伊士以東的軍事影響因此幾乎不付存在，帝國在亞洲的影響力也大受影響。
1956年11月，埃及共和國總統納賽爾·海珊宣佈蘇伊士運河國有化，引發聯合王國與法蘭西第四共和國的不滿，因此與以色列國組成三國聯軍入侵埃及，西奈戰爭爆發。戰爭爆發後，以色列、聯合王國與法蘭西三國的行動遭到國際社會的強烈譴責。作為三國盟友的美利堅也不滿這次的行動，他們將聯合王國與法蘭西的侵略看作是殖民主義的再次體現。美利堅總統德懷特·艾森豪直接致電聯合王國首相安東尼·艾登施壓。經濟上，美利堅政府故意拋售英鎊，導致英鎊匯率浮動並貶值15%，同時否決聯合王國向國際貨幣基金組織的貸款申請，亦停止向聯合王國與法蘭西的經濟援助。此外蘇維埃聯盟也插手了這場戰爭，對兩國展開制裁，甚至警告聯合王國與法蘭西兩國，必要時蘇維埃聯盟將動用核武器威攝。在美利堅與蘇維埃的施壓下，三國被迫撤離西奈半島，埃及收回對蘇伊士運河的主權，這場戰爭使非洲去殖民化浪潮大幅加快，聯合王國與法蘭西等老牌殖民帝國殖民體系受到毀滅性重創，標誌著殖民帝國的終結。